# خورخي باريرا
خورخي باريرا (بالإسبانية: Jorge Barrera)‏ هو لاعب كرة قدم مكسيكي، ولد في 17 فبراير 1982 في غوادالاخارا في المكسيك. لعب مع تيبورونيس روخوس دي فيراكروز وسانتوس لاغونا ونادي تيكوس ونادي شيفاز يو إس أي ونادي غوادالاخارا.

## وصلات خارجية
- خورخي باريرا على موقع قاعدة بيانات كرة القدم.إي يو (الإنجليزية)